# Tinodes nehirae
Tinodes nehirae är en nattsländeart som beskrevs av Füsun Sipahiler 1992. Tinodes nehirae ingår i släktet Tinodes och familjen tunnelnattsländor. Inga underarter finns listade i Catalogue of Life.